# شهرستان کلورت (مریلند)
شهرستان کلورت، مریلند (به انگلیسی: Calvert County, Maryland) یک سکونتگاه مسکونی در ایالات متحده آمریکا است که در مریلند واقع شده‌است.